# İhsan
İhsan ist ein türkischer männlicher Vorname arabischer Herkunft mit der Bedeutung „Wohltat“, „Geschenk“.

## Namensträger

### Männlicher Vorname
- İhsan Acar (* 1975), türkischer Autor
- İhsan Aksoy (1944–2017), türkisch- und kurdischsprachiger Autor
- İhsan Arslan (* 1948), türkischer Politiker
- İhsan Ay (* 1987), türkischer Schauspieler
- İhsan Sabri Çağlayangil (1908–1993), türkischer Bürokrat und Politiker
- İhsan Doğramacı (1915–2010), türkischer Mediziner
- Ihsan Farha (* 1959), libanesischer Pokerspieler
- İhsan Uğur Göktaş (* 1994), türkischer Fußballspieler
- Ali İhsan Karayiğit (1928–2013), türkischer Fußballspieler
- İhsan Ketin (1914–1995), türkischer Geologe
- İhsan Okay (* 1969), türkischer Fußballspieler und -trainer
- İhsan Özbek (* 1963), türkischer Pastor
- Ihsan Nuri Pascha (1892 oder 1893–1976), osmanisch-kurdischer Offizier, Hauptmann und Revolutionär
- İhsan Saraçlar (1928–2008), türkischer Jurist und Politiker
- İhsan Türemen (1902–†), türkischer Fußballspieler
- İhsan Turnagöl (* 1957), türkischer Musiker